# Big Brother en France
Pour les articles homonymes, voir Big Brother (homonymie).

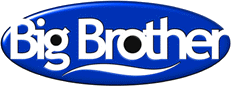

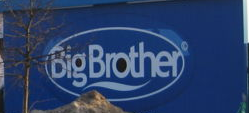

En France, les principes de base de l'émission de télévision Big Brother ont été repris dans quatre éditions différentes.

## Éditions deBig Brother
En France, Big Brother peut faire référence à :
- Loft Story, la première et la deuxième saison de Big Brother.
- Nice People, la troisième saison de Big Brother, dans laquelle des personnalités restent quelques jours avec des candidats originaires des quatre coins de l'Europe.
- Secret Story, la quatrième, cinquième, sixième, septième, neuvième, dixième, onzième, douzième, treizième, quatorzième et quinzième saison de Big Brother, où les candidats ont un secret a garder.
- Carré ViiiP, la huitième saison de Big Brother, émission pour fêter les dix ans de la télé réalité en France, où huit anonymes sont opposés à huit ex-candidats d'émissions de télé réalité. (Déprogrammée après douze jours de diffusion)

## Éditions spéciales deBig Brother
En France, des éditions spéciales de Big Brother produites par Endemol :
- Star Academy, édition de Big Brother où les téléspectateurs élisent le/la meilleur(e) chanteur/se amateur
- La Ferme Célébrités, édition de Big Brother où des célébrités doivent vivre dans une ferme.
- Première compagnie, édition de Big Brother où des célébrités doivent vivre dans un camp militaire.

Big Brother spéciaux n'étant pas produit par Endemol. Endemol étant la société de production détenant les droits de Big Brother :
- Aventures sur le net, émission où trois équipes de trois candidats sont enfermées dans trois appartements distincts vides, ils ont seulement internet pour vivre.
- Les Colocataires, émission dans laquelle les candidats filles et garçons sont séparés dans deux maisons différentes.
- Dilemme, émission où les candidats doivent faire également face à des dilemmes.

Le Pensionnat est une édition  de Big Brother très spéciale, car deux des trois saisons ont été produites par Endemol, il n'y a pas d'élimination, pas de gain financier, mais des adolescents qui retournent dans l'école dans années 50. La seule règle de Big Brother que l'on retrouve il s'agit de l'enfermement, l'exclusion avec le monde extérieur.